# Arlington Aircraft Company
Arlington Aircraft Company var en amerikansk tillverkare av segelflygplan.
Företaget bildades 1960 av konstruktören Leonard Niemi för att tillverka Sisu 1A segelflygplan. Flygplanet som konstruerades och flög första gången 1958 var tänkt att säljas som en byggsats för hemmabygge, men när flygutprovningen visade att flygplanets prestanda överträffade förväntningarna bildades företaget för tillverkning av kompletta flygplan.
Efter att företaget flyttat till Greenville South Carolina blev det ett dotterbolag till Astro Corporation. Utöver prototypflygplanet som tillverkades 1958, tillverkades 10 Sisu 1A flygplan fram till 1965 då produktionen upphörde.